# Castro de Burela
El Castro de Burela és un jaciment arqueològic que es troba al municipi gallec de Burela, a la província de Lugo. És conegut per trobar-se en ell la torca de Burela, entre d'altres instruments com arcs i puntes de fletxa.

## Descripció
El poblat està construït a la vora del mar Cantàbric, en una zona coneguda com a Chao do Castro, i la seva ocupació data dels segles III i II aC.
El seu accés a terra està delimitat per uns murs definits, encara que bastant colmatats de terra, i una rampa d'accés encara visible. Es distingeix també la muralla. Des del passeig marítim de Burela es pot observar perfectament, ja que la carretera passa just al seu costat.